# Interakcionizam
Interakcionizam se fokusira na interakcije malog dometa, a ne na društvo kao cjelinu. On obično odbacuje pojam društvenog sustava. Rezultat toga je da ne smatra ljudsko djelovanje odgovorom ili reakcijom na sustav. Interacionisti vjeruju da je moguće sustavno analizirati društvo i da ga je moguće poboljšati. Ipak poboljšanja treba postići na ograničenim područjima što se implicira u makroteorijama ili sistemskim teorijama.
Interakcionizam se bavi interakcijom, djelovanjem među pojedincima. Pretpostavka je da djelovanje (akcija) ima značenja za one koji su u njega uključeni. Iz tog slijedi da razumijevanje djelovanje traži interpretaciju značenja koje akteri daju svojim djelatnostima (aktivnostima). 
Značenja nisu fiksna. Način na koji akteri definiraju situacije ima važne posljedice. Samoshvaćanje se razvija u procesu interakcije jer je uvelike odraz reakcije drugih na pojedinca → otud i pojam zrcalno jastvo koje je skovao Charles Cooley. Konstrukcija značenja u procesu interakcije je način na koji djelatnici interpretiraju jezik, geste, pojavu i način ophođenja drugih i njihovu interpretaciju konteksta unutar kojeg dolazi do interakcije. 
Definicije i značenja se konstruiraju u interakcijskim situacijama procesom pregovaranja. Ideja pregovaranja se također primjenjuje i na pojam uloge. Društveni sustav dodjeljuje uloge, a pojedinci ostvaruju svoje uloge kao da čitaju scenarij koji sadrži eksplicitne upute za njihovo ponašanje. Interakcionisti tvrde da su uloge često nejasne, dvosmislene i neodređene. 